# Feiz ha Breiz ar Vugale
Ne doit pas être confondu avec Feiz ha Breiz.
Feiz ha Breiz ar Vugale (Foi et Bretagne des Enfants en breton) est une revue mensuelle française catholique en breton destinée aux enfants et publiée entre 1933 et 1939.

## Historique
Dès 1932, le mensuel Feiz ha Breiz publie des pages destinées aux enfants portant le nom de Feiz ha Breiz ar Vugale. En octobre 1933, un magazine à part entière est lancé sous le même nom. Sa direction est confiée à l'illustrateur Herry Caouissin qui donne naissance l'année suivante à Per ar C'holin, premier héros de bande dessinée exclusivement en breton.
En 1939, le magazine Feiz ha Breiz ar Vugale disparaît après avoir diffusé 76 845 exemplaires pendant 6 ans.

## Le magazine
Entièrement rédigé en breton, Feiz ha Breiz ar Vugale proposait aux enfants des articles ayant pour sujet la Bretagne et les Bretons, l'Histoire, la religion catholique, mais aussi des contes, des chansons et des poésies, de courtes bandes dessinées et des devinettes, ainsi que des cours de breton de différents niveaux avec des concours de rédaction et leurs résultats. La revue consacrait également des pages au courrier des lecteurs.
Parmi les héros récurrents qui figuraient dans les pages Feiz ha Breiz ar Vugale, on peut citer Per ar C'holin, Lanig ha Bisig, Poufer, Jobig ha Julig, etc.

## Galerie

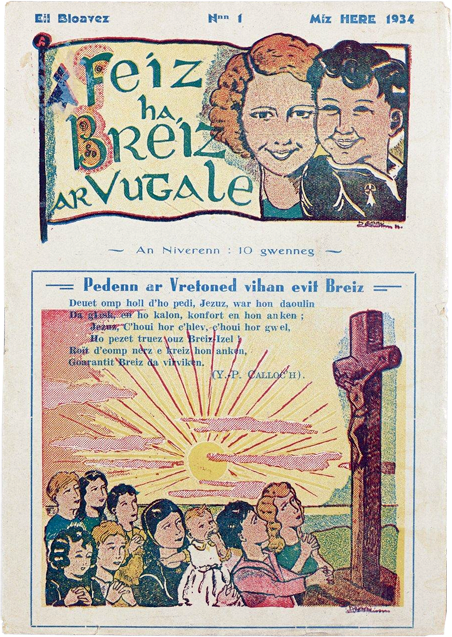
Octobre 1934
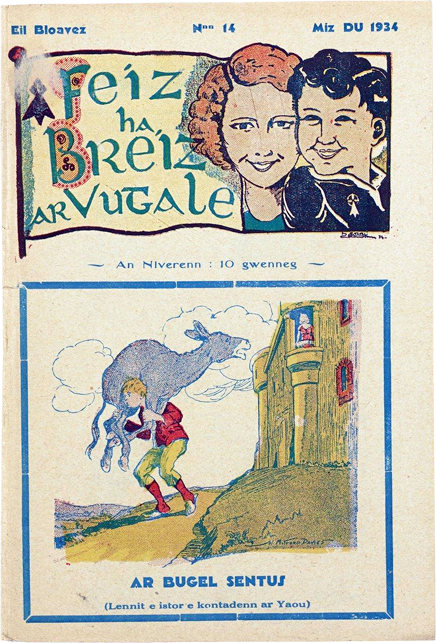
Novembre 1934
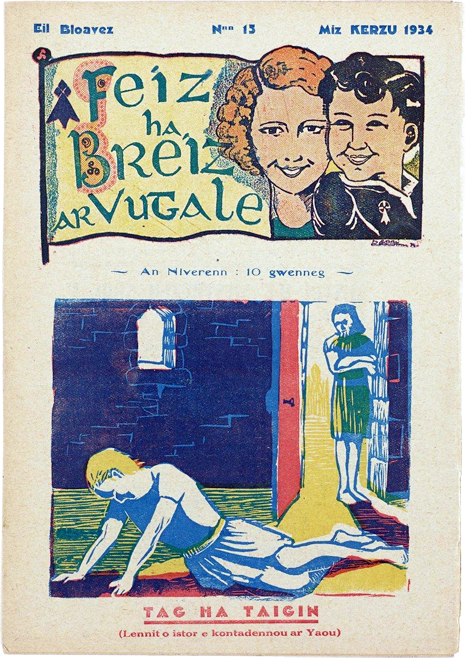
Décembre 1934
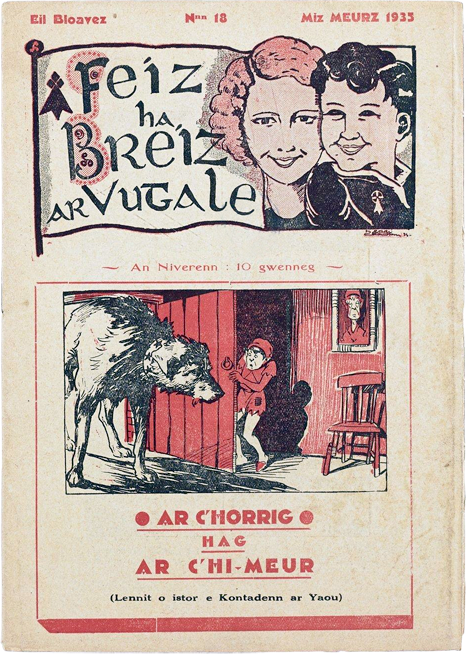
Mars 1935
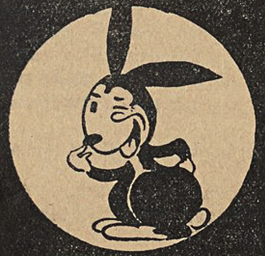
Per ar C'holin 1934
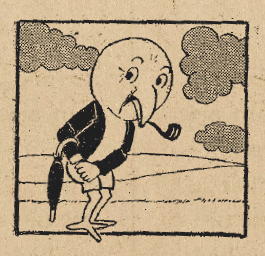
Poufer 1933